# 電貝斯

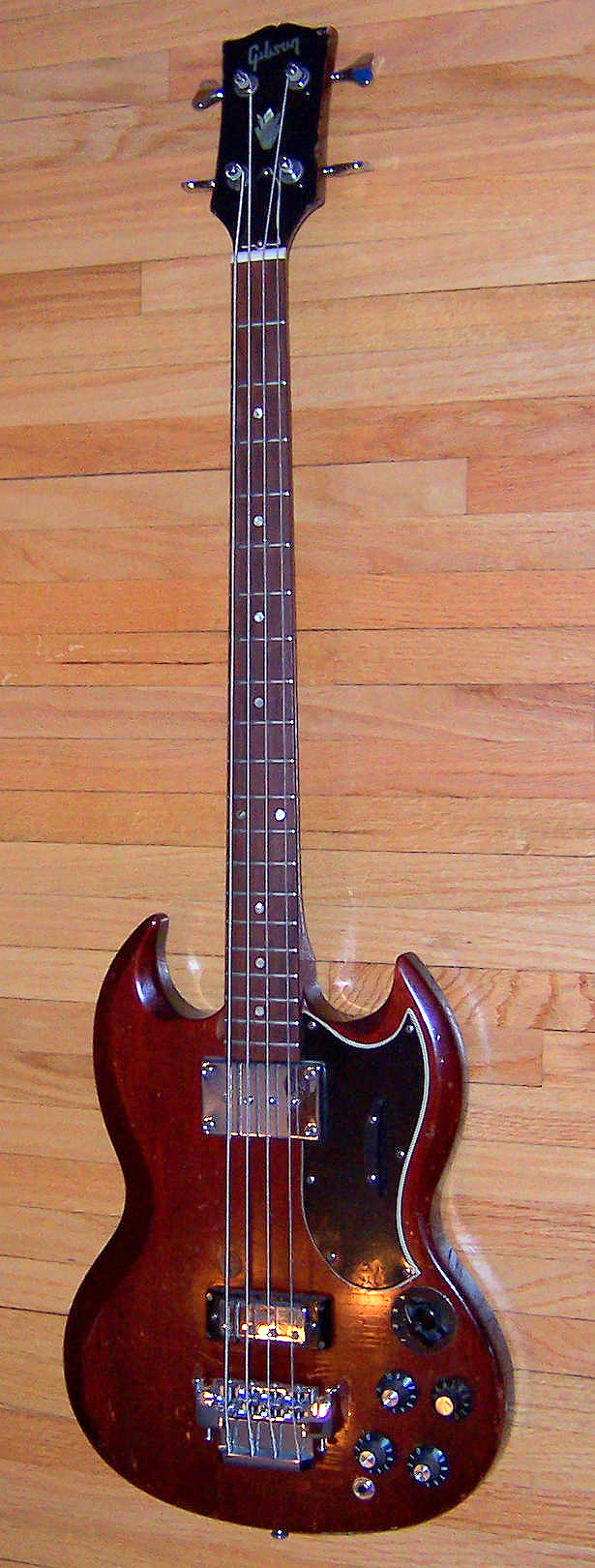
Gibson EB-3 低音電結他

贝斯吉他（英語：Bass guitar，/beɪs/），也称为电贝斯吉他、低音电吉他（electric bass guitar）、电贝斯（electric bass）或简称贝斯（bass），是現代摇滚乐队組合的主要樂器之一。一般樂隊中除了電貝斯手以外，通常至少有：一位电吉他手、一位鍵盤手、一位鼓手、及一位主音歌手。電貝斯是從低音提琴演變出來的，一般四弦电贝斯的空弦音由粗至細為E、A、D、G。
在樂隊中，電貝斯在節奏上扮演相當重要的角色。電貝斯的彈奏方式主要以指弹、Slapping和使用撥片。貝斯形狀和構造都和電吉他相似，但是本體大一點、頸部更長。四弦電貝斯最低音的弦比吉他最低音的弦低完全八度。
自1950年之後，電貝斯在流行曲中很大程度上取代了低音提琴，適用於很多不同的風格，包括搖滾樂、重金屬音樂、藍調、爵士樂中的低音部。也可在爵士樂、融合爵士、拉丁音樂、放克音樂和一些搖滾樂風格的歌曲中進行獨奏。
因應現在樂團的需要，電貝斯已經不僅只有基本的4弦，也有5弦和6弦之別，而5弦的電貝斯，從第一弦到第五弦（由細到粗）的空弦音分別為：G、D、A、E、B，也有的空弦音分別為：C、G、D、A、E，依各大廠商自訂；至於6弦的電貝斯，從第一弦到第六弦的空弦音分別為：C、G、D、A、E、B；因為搖滾樂的發達，更多弦的電貝斯也因應需求而一一誕生。

## 歷史

### 1930年代
在1930年代，美國華盛頓州西雅圖的發明家 Paul Tutmarc，開發了一種帶有「拾音器」，易於攜帶、水平彈奏、吉他型的電貝斯。1935—1936年間，Audiovox 的產品目錄上出現了世上第一支能水平彈奏、帶有「拾音器」、實心的電貝斯。對比低音提琴主要的改進為讓樂手更易於保存、攜帶，加入了吉他的「拾音器」，令樂器更易調音和更易學會。

### 1950年代－1960年代
在1950年代，Leo Fender 開發了第一支大量生產的電貝斯，名為 Fender Precision Bass，該樂器於1951年面世，也成為了該類產品的樣式標準。Precision Bass（或稱「P-bass」）是由仿效 Telecaster 的線條簡單而不對稱的平扁主體外型而來的，平滑的邊緣令樂手演奏時更舒適。

### 1982年代－至今
握威（Warwick）公司的具有里程碑意义的技术，就是贝斯的自然贴面，高光度的自然贴面。Just-A-Nut II Nutsystem，具有握威专利的电子部件，2路桁架结构，钟青铜品丝材料，可完全固定以及调节琴桥，Esay Rider Pickup suspension 拾音器装置，无螺丝装置的桁架盖子，MEC 贝斯拾音器，以及特殊的木材，比如花梨木、宏木、缅茄木和非洲胡桃木。成品乐器就是由出色的设计、木材、贴面以及由握威公司特别设计的 MEC 电子产品的结合体。